# Joseph Winlock
Joseph Winlock (6 de febrero de 1826 – 11 de junio de 1875) fue un astrónomo y matemático estadounidense.

## Semblanza
Winlock nació en Shelby County, Kentucky. Era nieto del General Joseph Winlock (1758-1831). Después de graduarse por la Universidad Shelby (Kentucky) en 1845, recibió un nombramiento como profesor de matemáticas y astronomía en aquella institución.
Desde 1852 hasta 1857 trabajó como calculista para el Almanaque Náutico Estadounidense, trasladándose a Cambridge, Massachusetts. Dirigió brevemente el departamento de matemáticas de la Academia Naval de los Estados Unidos, tras lo que regresó como superintendente de la Oficina del Almanaque. Fue elegido miembro de la Academia Estadounidense de las Artes y las Ciencias en 1853.
En 1863 fue uno de los cincuenta miembros fundadores de la Academia Nacional de Ciencias. Tres años más tarde, en 1866, pasó a dirigir el Observatorio del Harvard College, sucediendo a George Phillips Bond, e introduciendo numerosas mejoras en la instalación. Así mismo, ejerció como profesor de astronomía en Harvard. Permaneció en la universidad, finalmente dedicado a la enseñanza de la geodesia, hasta su muerte repentina en 1875.
Gran parte de su trabajo astronómico consistió en la realización de mediciones con el círculo meridiano; en la confección de un catálogo de estrellas dobles; y en investigaciones de fotometría estelar. También realizó expediciones para observar eclipses solares, viajando a Kentucky en 1860 y a España en 1870.

## Eponimia
- El cráter lunar Winlock lleva este nombre en su memoria.[5]